# 메시에 12

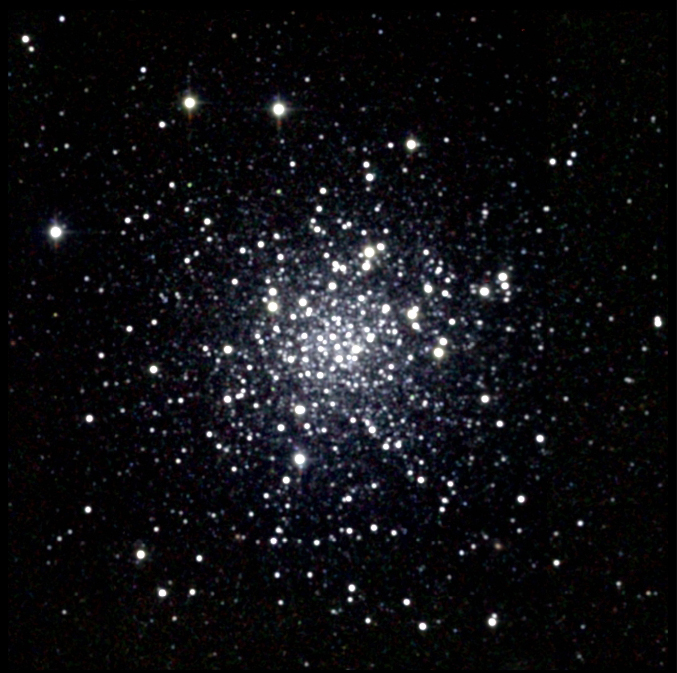
M12

M12(NGC 6218)는 뱀주인자리에 있는 구상 성단이다. 1764년 5월 30일 샤를 메시에가 발견하여 메시에 천체 목록에 넣었다.
M12는 M10과 약 3도 정도 떨어진 곳에 자리잡고 있다. 지구에서 약 16,000 광년 떨어져 있으며, 겉보기 등급은 7.68등급이다. 시직경은 16분으로 약 75 광년 정도의 크기이다. M12에서 가장 밝은 항성은 +12 등급이다.

## 같이 보기
- 메시에 천체 목록